# Cuzticite
La cuzticite è un minerale.